# NK Vitez
Der NK Vitez ist ein Fußballverein aus der Stadt Vitez in Bosnien und Herzegowina.
Zwei Jahre nach dem Zweiten Weltkrieg wurde der Verein im Jahre 1947 ins Leben gerufen und war seitdem Mitglied im Jugoslawischen- und seit 1992 im NFSBIH Verband.
Der Verein spielte einige Saisons in der erstklassigen Premijer Liga. Heute ist man aber wieder im Amateurbereich, in der drittklassigen Druga Liga FBiH Gruppe West.

## Erfolge
- Aufstieg in die Erste Liga der FBiH: 2007/08
- Aufstieg in die Premijer Liga: 2013/14